# Nexina

Nexina il·lustrada en una secció d'un axonema

La nexina és un enllaç proteic que impedeix que els microtúbuls de la capa exterior dels axonemes es moguin un respecte a l'altre. D'altra manera les proteïnes de transport vesicular com la dineïna dissoldrien l'estructura sencera.